# Clary (Norte)
Clary é uma comuna francesa na região administrativa de Altos da França, no departamento do Norte. Estende-se por uma área de 9.93 km². Em 2010 a comuna tinha 1 104 habitantes (densidade: 111,2 hab./km²).